# Pinion Pines, Arizona
Pinion Pines je naseljeno područje za statističke svrhe u američkoj saveznoj državi Arizona. Prema popisu stanovništva iz 2010. u njemu je živjelo 186 stanovnika.